# 南緯20度線
南緯20度線（なんい20どせん）は、地球の赤道面より南に地理緯度にして20度の角度を成す緯線。大西洋、アフリカ、インド洋、オーストララシア、太平洋、南アメリカを通過する。
この緯度の下では、夏至点時の可照時間は13時間21分であり、冬至点時の可照時間は10時間55分である。

## 通過する地域一覧
南緯20度線は、本初子午線から東に向かって以下の場所を通っている。
| 地理座標                                               | 国土・領土・領海 | 備考 |
| ------------------------------------------------------ | ---------------- | --- |
| 南緯20度0分 東経0度0分 / 南緯20.000度 東経0.000度      | 大西洋           | |
| 南緯20度0分 東経13度1分 / 南緯20.000度 東経13.017度    | ナミビア         | |
| 南緯20度0分 東経21度0分 / 南緯20.000度 東経21.000度    | ボツワナ         | |
| 南緯20度0分 東経26度55分 / 南緯20.000度 東経26.917度   | ジンバブエ       | |
| 南緯20度0分 東経33度1分 / 南緯20.000度 東経33.017度    | モザンビーク     | |
| 南緯20度0分 東経34度45分 / 南緯20.000度 東経34.750度   | インド洋         | モザンビーク海峡 |
| 南緯20度0分 東経44度28分 / 南緯20.000度 東経44.467度   | マダガスカル     | |
| 南緯20度0分 東経48度47分 / 南緯20.000度 東経48.783度   | インド洋         | |
| 南緯20度0分 東経57度35分 / 南緯20.000度 東経57.583度   | モーリシャス     | |
| 南緯20度0分 東経57度38分 / 南緯20.000度 東経57.633度   | インド洋         | |
| 南緯20度0分 東経119度5分 / 南緯20.000度 東経119.083度  | オーストラリア   | 西オーストラリア州 |
| 南緯20度0分 東経119度22分 / 南緯20.000度 東経119.367度 | インド洋         | |
| 南緯20度0分 東経119度44分 / 南緯20.000度 東経119.733度 | オーストラリア   | 西オーストラリア州 ノーザンテリトリー クイーンズランド州 |
| 南緯20度0分 東経148度16分 / 南緯20.000度 東経148.267度 | 珊瑚海           | |
| 南緯20度0分 東経148度26分 / 南緯20.000度 東経148.433度 | オーストラリア   | クイーンズランド州 - グロスター島国立公園 |
| 南緯20度0分 東経148度28分 / 南緯20.000度 東経148.467度 | 珊瑚海           | マリオン島（コーラル・シー諸島、 オーストラリア）のちょうど南を通過する。 マウイラージ島（ ニューカレドニア）のちょうど南を通過する。 バーバ島（ ニューカレドニア）のちょうど北を通過する。 タンナ島とアネイチュム島（ バヌアツ）の間を通過する。 |
| 南緯20度0分 東経170度0分 / 南緯20.000度 東経170.000度  | 太平洋           | バトア島とオノ・イ・ラウ島（ フィジー）の間を通過する。 ハアパイ諸島（ トンガ）を貫通する。 |
| 南緯20度0分 西経158度8分 / 南緯20.000度 西経158.133度  | クック諸島       | アチウ島 |
| 南緯20度0分 西経158度4分 / 南緯20.000度 西経158.067度  | 太平洋           | Hereheretue環礁とアヌアヌラロ環礁（ フランス領ポリネシア）の間を通過する。 アフヌイ環礁とバナバナ環礁（ フランス領ポリネシア）のちょうど北を通過する。                                                                                            |
| 南緯20度0分 西経70度7分 / 南緯20.000度 西経70.117度    | チリ             | |
| 南緯20度0分 西経68度33分 / 南緯20.000度 西経68.550度   | ボリビア         | |
| 南緯20度0分 西経61度53分 / 南緯20.000度 西経61.883度   | パラグアイ       | |
| 南緯20度0分 西経58度10分 / 南緯20.000度 西経58.167度   | ボリビア         | |
| 南緯20度0分 西経57度52分 / 南緯20.000度 西経57.867度   | ブラジル         | マットグロッソ・ド・スル州 サンパウロ州 ミナスジェライス州 - 約10km サンパウロ州 ミナスジェライス州 サンパウロ州 - 約16km ミナスジェライス州 - 約11km サンパウロ州 - 約14km ミナスジェライス州 エスピリトサント州                                 |
| 南緯20度0分 西経39度44分 / 南緯20.000度 西経39.733度   | 大西洋           | |